# فكتور كوفاتش
فكتور كوفاتش (بالمجرية: Kovács Viktor)‏ هو منافس ألعاب قوى مجري، ولد في 27 ديسمبر 1973، وتوفي في 8 أكتوبر 2013 في الصين.

## وصلات خارجية
- فكتور كوفاتش على موقع الاتحاد الدولي لألعاب القوى (الإنجليزية)
- فكتور كوفاتش على موقع أوليمبيديا (الإنجليزية)
- فكتور كوفاتش على موقع اللجنة الأولمبية المجرية (الهنغارية)